# 人外的新娘
《人外的新娘》，是由創作、相川有作畫的日本網路四格漫畫作品。2016年6月於一迅社旗下網路漫畫平台開始進行連載。內容講述突然被人外生物選作妻子的高中生們所度過的甜蜜新婚日常。
本作另有外傳《人外的新娘 宵町的巫女》（人外さんの嫁 宵町の巫女），作者為相川有。於一迅社漫畫雜誌《Comic ZERO-SUM》2018年3月號至11月號期間進行連載，單行本全1卷。
改編電視動畫2018年10月至12月播放。

## 登場人物

### 北神宮高中
位於架空城市北神宮町。
日之輪泊 (日ノ輪 泊，ひのわ とまり）
聲優 - 山下大輝
本作主角，故事開始時就讀1年B班。一日被班主任告知，自己已被謎之生物金之祇選作妻子。面對突如其來又莫名其妙的婚姻本來充滿困惑，但在與金之祇相處的過程中很快地喜歡上對方，尤其對金之祇柔順的絨毛著迷不已。
憑藉巧手，將金之祇換下的毛做成金之祇玩偶，之後更進一步做出與金之祇外表一模一樣的玩偶服。總是在派對上穿著玩偶服扮成第二個金之祇。
性情溫柔婉約，擅長藝術與家務，典型的賢妻屬性。高中畢業後就讀教育系。
金之祇 (カネノギ)
日之輪的丈夫，一隻巨大的二足直立生物。全身覆蓋白色絨毛，頭上綁著黑色方巾，以混泥土等廢棄建料為食。
不會說話。在家裡行為笨拙，常常搞砸家務，沒有泊的幫助連門都過不去；事實上體魄強健，攀爬與投擲能力驚人。每天都攀負在3樓的教室窗外陪泊上學。
高中畢業後進入人外學校「里神宮學院」，學習自己不擅長的洗碗盤家務，但似乎歪打正著覺醒了音樂細胞。
假日會去幼稚園和遊樂園打工。毛茸茸的外表深受小孩歡迎，就連在家也常被鄰居小孩包圍，讓日之輪又驕傲又忌妒。
名字來自以前過戶的人類家族金之祇氏。
班主任
聲優 - 森谷里美
北神宮高中的女老師，三年都擔任泊等人的班主任。向人外生物提供學生相冊，讓他們挑選心儀的妻子。
很關心學生與人外的婚姻生活。
從夜未的回憶可知她在多年前就從事學生與人外生物的婚姻仲介，且外表從未改變過。
火鞍川曾良 (火鞍川 曽良，ひくらかわ そら）
聲優 - 河西健吾
泊的同學，在泊與金之祇結婚半年前與不破井成為夫妻。
活潑熱情少根筋。與泊相反，家務與手工藝非常糟糕。雖然深愛不破井，卻同時也是不破井的壓力來源。
高中畢業後短暫成為尼特族，時常出沒於里神宮學院。之後被收編成為學校園丁，工作同時也給不破井加菜。
不破井 (フワ井，フワい）
火鞍川的丈夫，圓滾滾的四足步行生物，不會說話。
性情敏感，一有壓力就會脫毛。很在意被人看到身上的禿班，因此總是戴著斗笠，會詛咒看到自己禿班的人。
食草動物，尤其喜歡吃外來種野草。高中時期受到園藝部部員們的喜愛，還有專為它打造的野草溫室。
高中畢業後與金之祇等人外生物一起就讀里神宮學院。
木齋橋壹屋 (木齋橋 壱屋，もくさいばし いちや）
聲優 - 八代拓
泊的同學。結婚前性格陰沉，不喜交際。一日經過班主任辦公室，瞥見正在看相簿選妻的月束而一見鍾情，主動作了上門媳婦。
傲嬌屬性，容易害羞，時常吃醋，被月束形容為「鬼妻」。
結婚後性格逐漸外放，加入田徑社並視十項全能的土清世為勁敵。雖然自認缺乏幹勁，事實上是被託付就會盡力而為的人。高中畢業後受班主任囑託，成為人外學校的工友。
月束 (ツキツカ)
木齋橋的丈夫，沒有實體，總身穿綠色體育外套與纏繞繃帶示人。繃帶上的五官是壹屋用奇異筆畫的。
不會說話但擅於筆談，總是隨身帶著紙筆與人溝通。頗具繪畫天分，其作品受到美術部的青睞。
性格老實認真，頗受同學與動物歡迎，使壹屋大吃飛醋；但偶爾做出的浪漫舉動也常讓壹屋難以招架。
高中畢業後與金之祇等人外生物一起就讀里神宮學院。
土清世徹司 （土清世 徹司，つちきよせ てつじ）
聲優 - 白井悠介
原北神宮高中學生會長，故事開始時就讀2年D班。文武雙全的資優生，但也有因過於溺愛人外丈夫而濫用職權的一面。
高中畢業後成為醫學生，即使課業繁忙仍不忘陪伴丈夫。
六 (六，ろく）、七 （七，なな）
聲優 - 新井里美
土清世的丈夫，一對形影不離的雙胞胎。兩人長著對稱的獨眼與單邊翅膀，外表與心智都類似人類幼女，擁有小學等級的語言讀寫能力，是少數會說話的人外生物。被政府認定為「兩人一組才算一個生物」，因此與徹司的婚姻不算重婚。
對自己的妻子徹司滿懷驕傲，習慣稱泊等人為「平庸妻子」。但他們最喜歡的似乎是徹司的眼鏡，這點讓徹司有點介意。
喜歡充滿人工添加物的零食，對天然食物反胃。
徹司畢業後接管學生會會長之位，但實際工作仍由徹司在背後操刀。高中畢業後與金之祇等人外生物一起就讀里神宮學院，時常吐槽班導夜之介。
水小路依 (水小路 依，すいこうじ より）
土清世徹司的同學，日之輪泊等人的學姊，平日擔任北神宮神社的巫女。
一開始對被強行嫁給人外生物一事相當不滿，但不久便與丈夫相處融洽。看到自己的丈夫受人追捧便會露出驕傲的表情。
高中畢業後繼承家業成為全職巫女。
拉烏黑恩艾卡 (ラウヒェンエッカ—)
白色大蛇型人外生物，有時會縮小成野槌的外型。有冬眠的習性。
入贅水小路家的女婿。由於外觀秀美、法力強大、天資聰穎又熱心助人，總是眾星拱月。然有時也會因太受歡迎而使依感到寂寞。
沙妮赤澤 (サニー赤沢，あかざわ）
人魚型人外生物。平時外表與一般金魚無異，偶爾會變成美麗的人魚型態。人魚型態下能離開水面活動，但必須保持皮膚濕潤。有冬眠的習性。
自稱「高貴的純種人魚」。在學校擁有許多粉絲。有預言禿頭的能力。
對愛情十分忠貞，認定泊能帶給她幸福，許下諾言獲得語言能力，並訂下「若吃日之輪泊以外的人類餵食的餌料便會喪失語言與變形能力」的制約，強行入住日之輪家。剛開始與日之輪夫妻關係緊張，但在了解兩人堅定的感情後選擇放棄，與金之祇成為莫逆。
相當在意只喜歡自己金魚型態，而對人魚型態完全沒興趣的多加月忍，兩人隨後發展成戀愛關係。在自願吃下忍的飼料後變回普通的金魚，但之後在拉烏黑恩艾卡的幫助下重獲語言與變形能力。
多加月忍 （多加月 忍，たかつき しのぶ）
11歲便跳級入學北神宮高中的天才兒童，在六與七的勸誘下成為學生會的一員。
金魚愛好者，剛開始很喜歡金魚型態的沙妮，對其人魚型態沒有興趣。
由於頻繁跳級，學習路上缺乏朋友，因此在與人交往時顯得彆扭，也羞於表達情感。與沙妮相愛後逐漸敞開心房。
槍水
美術部部長，水小路的好友。看中月束的藝術才華。畢業後進入大學美術系，時常出沒於水小路神社。
土門龍市
多加月忍的後輩，個性孤僻，不喜社交。因為人外好友木郡不告而別使他內心受創，從此討厭人外。
在得知真相後不再討厭人外，但依然不擅長和人外相處。偏偏具有容易吸引人外生物的體質，人稱「人外陪玩菁英」、「天然人外誘捕器」。使日之輪等人外老婆相當忌妒，不停催他結婚。
在實湖湖事件後正視自己對夜之介的感情並向其告白，成為夜之介的「飼主」。但因為居住的公寓不能養貓，兩人並沒有同居。

### 人外學校「里神宮學院」
位於人間外的「間縫世界」，可從水小路神社后的鳥居結界進入。名義上是讓人外生物學習融入人類世界，卻被夜之介解讀為「學習自己想學的事」，因此成效有限。
夜之介 （夜之介，よのすけ）
里神宮學院唯一的老師，三色貓又。平時身穿大正風格的和式西服，以年輕貓耳男子的形象示人。
性情懶散不拘小節，毫無教師風範，時常被六與七吐槽。平時喜歡以貓咪型態在北神宮町散步、討摸。
自稱若要結婚，一定要挑大腿柔軟的女性。喜愛戲弄討厭人外的土門龍市。
幼時曾被人類飼養，原本希望與主人一起老死，卻因身為長壽的妖怪而不得不面對主人的死亡。為了不再被丟下，從此不願認主人。
在實湖湖事件後正視自己對土門的感情，認土門為「飼主」。
芝
二足肉食恐龍。爪子構造不擅長抓握，所以努力學習撿零錢。似乎與金之祇具備某種默契。
妮妮
長相可愛的少女人偶，有三條腿。不論喜怒哀樂永遠是一號表情。
對自己的外表相當自信。看似驕傲，實則善解人意且為朋友著想。
過去因不懂如何與人類妻子能火相處而離婚，對能火抱有歉意。兩人多年偶遇後互訴心聲並試圖複合。
和子
妮妮的朋友，一對穿著網狀絲襪與高跟鞋的女人腿。出生於昭和時期，被人類當成妖怪而躲入里神宮學院所在的間縫世界。對人類世界相當憧憬，喜歡在柏油路上行走，以及與月束合體騎單車。稍微被溫柔對待就會喜歡上對方。
不會說話也沒有表情，能透過簡單的肢體動作表達情緒，但也只有妮妮能了解。
對木齋橋壹屋抱有好感。被月束知道後，兩人合體騎了很久的單車，自此以後似乎也喜歡上月束了。
比其他同學更早畢業，並在人類世界成為一名出色的恐怖片女演員。
美麗
裂口女，右手食指特別尖銳。喜愛毛茸茸的東西，因此與不破井關係很好。
在里神宮學院習習編織。暑假期間會到中央神宮樂園的鬼屋打工，特別受女性遊客愛戴。
憧憬婚姻生活，但總是碰不到心儀的對象。
一條
自由隨興的一反木棉。想吹風時會找個地方把自己掛起來。
殿間
沒有下半身，上半身飄浮在空中的人類男性型態人外。常被誤認為幽靈。
想娶人類妻子，但自卑於自己的外表。在水小路神社對多加月忍的小學同學金子舞一見鍾情，於四年後向對方求婚得到答應。
哈維
長有大顎的毛毛蟲人外。和和子同年畢業。
平
飄浮在空中的鬼火。和和子同年畢業。
安土夜未
擔任里神宮學院園丁的人類老婦，火鞍川工作上的老前輩，里神宮學院的實際擁有者。過去也是北神宮高中的學生。
因嚮往平靜緩慢的生活，而與人外丈夫來到間縫世界生活。
夏萊
夜未的人外丈夫。長有五隻眼睛，擅長挖洞的貘型生物，不會說話。
為了妻子夜未而打造間縫世界。

### 其他
金之祇尊 (金之祇 尊，かねのぎ みこと）
初登場為南九潭高中2年級生，富裕家族金之祇家的大少爺。與金之祇是法定兄弟，但誤以為自己與金之祇是夫妻。在金之祇與泊結婚後因忌妒而成為跟蹤狂。
對金之祇的愛與泊不相上下。認為金之祇太過耀眼而從未直面對方。泊偶爾會用金之祇的毛製作迷你金之祇玩偶送給他。
高中畢業後與徹司成為醫學院同學。
金子舞
多加月忍小學三年級時的同班同學。喜愛閱讀，曾對忍抱有好感。
對忍與沙妮恩愛的夫妻關係相當羨慕，也很期待與人外結婚。進入北神宮高中後被殿間選為妻子。
能火
豪爽的貨車司機。中年男性，曾讓金之祈等人外丈夫搭便車去海邊找貝殼。
妮妮的前妻，對妮妮的離開感到自責。在水小路神社與妮妮重逢，雙方互訴心聲並試圖複合。
園長
中央神宮樂園的園長，讓美麗、月束與金之祇來樂園打工。特別器重金之祇。
中之人大叔
在中央神宮遊樂園擔任吉祥物中之人20年的大叔，金之祇的職場前輩。因為金之祇太受歡迎而感到地位不保。
木郡
四手多腳、沒有眼睛、看起來總是在微笑的吐司型人外生物，興趣是烘焙。
原里神宮學院學生。與幼年土門在公園相識，是土門在北神宮町的第一個朋友。與北神宮高中的木郡小姐結婚後遠走國外，學習當糕點師。
不告而別使土門內心受創，從此討厭人外。但其實依然記掛土門，在北神宮高中家政課上做了自己、木郡小姐與土門模樣的麵包。
金之祇實湖湖
金之祇尊的堂妹，同時也是金之祇的法定堂妹。異常早熟的5歲小女孩。2歲時不慎跌落陽台被路過的夜之介救下，從此便瘋狂迷戀夜之介。忌妒受夜之介喜歡的土門而不停搗亂，並將日之輪等人捲入其中。
在北神宮高中的萬聖節派對上為了重演與夜之介的初次邂逅當眾跳樓，所幸被土門、夜之介與金之祇等人合力救下。了解夜之介的真心後選擇放棄這段感情。
鑑
裁縫店的男大姊，相當喜歡人外。受土清世委託幫六、七製作美麗的衣服，代價是六、七穿新裝的照片。與日之輪結為好友後，時常交流服裝設計知識與金之祇的照片。

## 出版書籍
| 卷數 | 一迅社         | 一迅社                                                  | 東立出版社     | 東立出版社             |
| 卷數 | 發售日期       | ISBN                                                    | 發售日期       | ISBN                   |
| ---- | -------------- | ------------------------------------------------------- | -------------- | ---------------------- |
| 1    | 2016年9月24日  | ISBN 978-4-7580-3230-8                                  | 2018年10月18日 | ISBN 978-957-26-0960-6 |
| 2    | 2017年1月25日  | ISBN 978-4-7580-3256-8                                  | 2020年4月9日   | ISBN 978-957-26-0961-3 |
| 3    | 2017年7月25日  | ISBN 978-4-7580-3302-2                                  | 2020年8月3日   | ISBN 978-957-26-0962-0 |
| 4    | 2018年1月25日  | ISBN 978-4-7580-3329-9 ISBN 978-4-7580-3330-5（特装版） | 2023年8月11日  | ISBN 978-957-26-0963-7 |
| 5    | 2018年6月25日  | ISBN 978-4-7580-3356-5 ISBN 978-4-7580-3357-2（特装版） |                |                        |
| 6    | 2018年9月25日  | ISBN 978-4-7580-3388-6                                  |                |                        |
| 7    | 2018年12月25日 | ISBN 978-4-7580-3407-4                                  |                |                        |
| 8    | 2019年5月25日  | ISBN 978-4-7580-3437-1 ISBN 978-4-7580-3438-8（特装版） |                |                        |
| 9    | 2020年1月27日  | ISBN 978-4-7580-3487-6                                  |                |                        |
| 10   | 2020年6月25日  | ISBN 978-4-7580-3522-4 ISBN 978-4-7580-3523-1（特装版） |                |                        |
| 11   | 2020年12月24日 | ISBN 978-4-7580-3570-5                                  |                |                        |
| 12   | 2021年5月25日  | ISBN 978-4-7580-3610-8                                  |                |                        |
| 13   | 2021年11月25日 | ISBN 978-4-7580-3677-1                                  |                |                        |
| 14   | 2022年7月25日  | ISBN 978-4-7580-3766-2                                  |                |                        |

### 相關書籍
- 八坂アキヲ・相川有《人外さんの嫁はいない》

2018年10月25日發售、ISBN 978-4-7580-3397-8
- 八坂アキヲ・相川有《人外さんの嫁 宵町の巫女》

2018年11月24日發售、ISBN 978-4-7580-3404-3

## 電視動畫
2018年10月至12月於東京都會電視台播映的5分鐘泡麵番。

### 製作人員
- 原作：八坂アキヲ・相川有[1]
- 總監督、音響監督：平澤久義
- 演出：柴田匠[1]
- 系列構成、脚本：WORDS in STEREO[1]
- 角色設計：伊集院いづろ[1]
- 道具設計：瀧澤茉夕
- 總作畫監督：早坂皐月
- 美術監督、美術設定：青山央和[1]
- 色彩設計、色彩指定、檢查：入江千尋[1]
- 攝影監督：林幸司[1]
- 離線編輯：櫻井崇[1]
- 音樂：宮原康平[1]
- 音樂制作：MAGES.[1]
- 音樂製作人：高井麗
- 首席製片人：熊谷拓登
- 製片人：本間由香里、齋藤宙央、関家一樹、長澤秀尚、市井美帆、下里悟
- 動畫製作人：藤川仁志
- 動畫製作：Saetta
- 製作：人外的新娘製作委員会

### 主題曲
「Happy Life Spectacle」
演唱：Hi!Superb，作詞、作曲：永塚健登，編曲：楊慶豪。

### 各話標題
| 話數   | 原文標題               | 分鏡、演出       | 作畫監督                     |
| ------ | ---------------------- | ---------------- | ---------------------------- |
| 第1話  |                        | 柴田匠           | 早坂皐月                     |
| 第2話  |                        | 柴田匠           | 野道佳代                     |
| 第3話  |                        | 東亮佑           | 鶴田愛                       |
| 第4話  |                        | クボたろう       | 瀧澤茉夕                     |
| 第5話  |                        | つしまゆりか     | つしまゆりか                 |
| 第6話  |                        | オータカイチロー | 野道佳代                     |
| 第7話  |                        | 柴田匠           | 鶴田愛                       |
| 第8話  |                        | 東亮佑           | 瀧澤茉夕                     |
| 第9話  |                        | つしまゆりか     | つしまゆりか                 |
| 第10話 | それぞれのホワイトデー | クボたろう       | 瀧澤茉夕                     |
| 第11話 | 1st Anniversary        | 東亮佑           | 吉田潤、野道佳代             |
| 第12話 |                        | 柴田匠           | 鶴田愛、福井かおり、平山友理 |

### 播放電視台
| 播放日期                | 播放時間                   | 播放電視台 | 播放地區       | 備註                           |
| ----------------------- | -------------------------- | ---------- | -------------- | ------------------------------ |
| 2018年10月3日－12月19日 | 星期三 1:00 - 1:05         | 東京都     | 東京都會電視台 | 首播                           |
|                         | 星期三 23:40 - 23:45       | AT-X       | 日本全域       | 重播                           |
| 2018年10月9日－12月25日 | 星期二 23:55 - 星期三 0:00 | BS富士     | 日本全域       | 日本BS放送 / 『ANIME GUILD』枠 |

| 發布日期       | 發布時間           | 發布地點 |
| -------------- | ------------------ | --- |
| 2018年10月3日  | 星期三 1:00 更新   | d動畫商城 |
| 2018年10月10日 | 星期三 0:00 更新   | GYAO! Niconico動畫 |
|                | 星期三 12:00 更新  | あにてれ ひかりTV FOD 萬代頻道 Amazon Video J:COMオンデマンド ビデオパス Rakuten TV ビデオマーケット DMM動画 HAPPY!動画 ムービーフルplus |
| 2018年10月11日 | 星期四 2:45 - 2:50 | AbemaTV |

## 外部連結
- 人外さんの嫁 （页面存档备份，存于） - ゼロサムオンライン（日語）
- TVアニメ「人外さんの嫁」公式サイト （页面存档备份，存于）（日語）
- TVアニメ＆原作『人外さんの嫁』公式的X（前Twitter）（日語）